# Obojczyk (anatomia)
Obojczyk (ang. clavicle, collarbone, łac. clavicula) – kość długa, łącząca łopatkę i mostek. Obojczyk stanowi jedyne połączenie szkieletu kończyny górnej ze szkieletem osiowym.
Obojczyk jest widoczny i łatwo wyczuwalny, szczególnie przy podniesionej obręczy barkowej (np. przy maksymalnym wyciągnięciu ręki do przodu), kiedy dół nadobojczykowy jest pogłębiony, oraz u osób chudych.  

## Rozwój i budowa
Część środkowa rozwija się na podłożu łącznotkankowym, końce na podłożu chrzęstnym. Ma kształt podłużny, jest wygięty lekko w kształcie litery S. Ma koniec barkowy (ang. acromial end, łac. extremitas acromialis) – boczny i koniec mostkowy (ang. sternal end, łac. extremitas sternalis) – przyśrodkowy. Pomimo tego, że jest kością długą, nie zawiera jamy szpikowej lub jest ona bardzo niewielka.

## Przyczepy mięśni i więzadeł
Jest miejscem przyczepu ważnych mięśni: na powierzchni górnej przyśrodkowo- mięśnia mostkowo-obojczykowo-sutkowego i mięśnia piersiowego większego, a bocznie mięśnia naramiennego i czworobocznego; na powierzchni dolnej znajduje się przyczep mięśnia mostkowo-gnykowego, bocznie do niego zlokalizowany jest wycisk więzadła żebrowo-obojczykowego (ang. impression for costoclavicular ligament, łac. impressio ligamenti costoclavicularis), stanowiący miejsce przyczepu tego więzadła, a bocznie od niego znajduje się miejsce przyczepu mięśnia podobojczykowego, a także guzek stożkowaty (ang. conoid tubercle, łac. tuberculum conoideum) i kresa czworoboczna (ang. trapezoid line, łac. linea trapezoidea), przy czym dwa ostatnie są miejscem przyczepu więzadła kruczo-obojczykowego.

## Aspekt kliniczny u człowieka
Obojczyk jest kością podatną na złamania, również podczas porodu. Urazom obojczyka mogą towarzyszyć urazy tętnicy podobojczykowej lub splotu ramiennego, ze względu na ich bliski przebieg.